# مغدان (بستک)
مغدان، روستایی در دهستان فتویه بخش مرکزی شهرستان بستک در استان هرمزگان ایران است.

## جمعیت
بر پایه سرشماری عمومی نفوس و مسکن در سال ۱۳۹۵، جمعیت این روستا برابر با ۴۴۸ نفر (۱۲۱ خانوار) بوده‌است.